# Vachendorf
Vachendorf település Németországban, azon belül Bajorországban. Lakosainak száma 1843 fő (2023. december 31.). Vachendorf Traunstein, Grabenstätt, Bergen és Siegsdorf községekkel határos.

## Népesség
A település népessége az elmúlt években az alábbi módon változott:
| Lakosok száma | 508  | 816  | 1150 | 1481 | 1833 | 1833 | 1861 | 1857 | 1815 | 1843 |
|               | 1875 | 1950 | 1975 | 1987 | 2012 | 2014 | 2016 | 2017 | 2021 | 2023 |